# جون ماسفيلد
جون إدوارد ماسفيلد (بالإنجليزية: John Masefield)‏ (1 يونيو 1878 - 12 مايو 1967) شاعر وكاتب إنجليزي، وهو شاعر بلاط المملكة المتحدة من عام 1930 حتى عام 1967. من رواياته الشهيرة «قوم منتصف الليل» (The Midnight Folk) و«صندوق المسرات» (The Box of Delights)، وقصائد «الرحمة الأبدية» (The Everlasting Mercy) و«حمى البحر» (Salt-Water Poems and Ballads).

## وصلات خارجية
- جون ماسفيلد على موقع IMDb (الإنجليزية)
- جون ماسفيلد على موقع الموسوعة البريطانية (الإنجليزية)
- جون ماسفيلد على موقع مونزينجر (الألمانية)
- جون ماسفيلد على موقع ميوزك برينز (الإنجليزية)
- جون ماسفيلد على موقع قاعدة بيانات برودواي على الإنترنت (الإنجليزية)
- جون ماسفيلد على موقع إن إن دي بي (الإنجليزية)
- جون ماسفيلد على موقع ديسكوغز (الإنجليزية)